# Eduardo De Filippo
Eduardo De Filippo (Nápoly, 1900. május 24. – Róma, 1984. október 31.) olasz drámaíró, forgatókönyvíró, filmrendező, színész, színházigazgató.

## Életpályája
Szülei Eduardo Scarpetta (1853–1925) olasz színész és Luisa De Filippo voltak. Két testvérével, Titina De Filippóval (1898–1963) és Peppino De Filippóval (1903–1980) együtt színi pályára lépett. Hármuk közül Eduardo bizonyult a legsokoldalúbb, a legszínesebb egyéniségnek. Tanulmányai elvégzése után különböző társulatoknál szerepelt, majd 1931-ben megalakította önálló együttesét, la compagnia del Teatro Umoristico "I De Filippo" néven, amellyel 1963-ban Magyarországon is vendégszerepelt. 1932-ben lépett először kamera elé, 1939-től rendezett filmeket. 1981-től haláláig az olasz parlament tagja volt.

### Munkássága
Színháza sajátos népszínház volt; darabjait többnyire maga írta és a főszerepeket is ő alakította. Témái, figurái az egyszerű emberek, a kispolgárság világából valók. Problémáikat, mindennapos ügyes-bajos dolgaikat jellegzetes dél-olasz temperamentummal, dinamikus stílussal ábrázolta. Műfaja a melodráma, a szatíra és a bohózat keveréke volt. Színműveit szerte a világon, így Magyarországon is gyakran műsorra tűzik (Az én családom, Filumena házassága, Vannak még kísértetek). A saját produkciójában készült alkotásoknak rendszerint írója, rendezője, főszereplője volt egy személyben. Humora kesernyés, játékstílusa természetes volt. Alkotásaiban kritikusan ábrázolta a társadalmat, de haladó nézetei ellenére sem lépte túl polgári korlátait.
Némelyik művét nemcsak olaszul, hanem nápolyi nyelven is írta.

## Magánélete
1928–1954 között Dorothy Pennington, 1956–1959 között Thea Prandi (1922-1961) olasz színésznő, 1977–1984 között pedig Isabella Quarantotti (1921–2005) olasz forgatókönyv-írónő volt a felesége. Leánya Luisa és fia Luca a második feleségétől születtek. Fia három hónappal harmadik házasságkötése után tette nagyapává.

## Színházi munkái
A Színházi Adattárban regisztrált bemutatóinak száma: 28.
- Vannak még kísértetek (1955–1956, 1959–1960, 1972, 1989)
- Milliomos Nápoly (1957, 1986)
- Az én családom (1958)
- Filuména házassága (1961, 1972, 1983, 2001)
- De Pretore Vincenzo (1964)
- A komédia bosszúja (1967)
- A cilinder (1967, 1996)
- Szombat, vasárnap, hétfő (1976, 1996–1997)
- Ezek a kísértetek! (1982)
- Nápolyi álmok (1992)
- Házasság olasz módra (1995)
- Belső hangok (2005)
- Nápolyi kísértetek (2007)
- Nem fizetek! (Egy vasat se!) (2010)

## Filmjei

### Forgatókönyvíróként
- Az a kettő (Quei due) (1935) (színész is)
- Az én szerelmem nem hal meg (L'amor mio non muore...) (1938) (színész is)
- Ruvolito őrgrófnő (Il marchese di Ruvolito) (1939) (színész is)
- Nem fizetek! (Non ti pago!) (1942) (színész is)
- Ismerlek szép maszk! (Ti conosco, mascherina!) (1943) (színész és filmrendező is)
- Assunta Spina (1948) (színész is)
- Filuména házassága (Filomena Marturano) (1950-1951, 1993, 1995–1996, 2010)
- Milliomos Nápoly (1950, 2011)
- Öt szegény egy autóban (5 poveri in automobile) (1952) (színész is)
- Férj és feleség (Marito e moglie) (1952) (színész és filmrendező is)
- Nápolyiak Milánóban (1953) (színész és filmrendező is)
- Kenyér, szerelem, féltékenység (1954)
- Vannak még kísértetek (Questi fantasmi) (1954, 1962, 2011)
- Száz év szerelme (Cento anni d'amore) (1954) (színész is)
- Grande Teatro Tupi (1956–1963)
- Fortunella (1958) (színész és filmrendező is)
- Sabato, domenica e lunedì (1963, 2004, 2012)
- Tegnap, ma, holnap (1963)
- Házasság olasz módra (1964)
- Ma, holnap, holnapután (1965) (filmrendező is)
- Ezek a kísértetek (1967)
- Au théâtre ce soir (1976–1978)
- A nagy varázslat (1989)
- Szombat, vasárnap és hétfő (1990)
- A polgármester (1997)

### Színészként
- Három ember frakkban (Tre uomini in frak) (1933)
- A háromszögletű kalap (Il cappello a tre punte) (1935)
- Az állam én vagyok (Sono stato io!) (1937)
- Mindenki álma (Il sogno di tutti) (1941)
- Casanova így tenne (Casanova farebbe così!) (1942)
- Vészharang (1949)
- Egy rabló a paradicsomban (Un ladro in paradiso) (1951)
- A hét főbűn (Les sept péchés capitaux) (1952) (filmrendező is)
- Egy nap a parkban (1953)
- Traviata '53 (1953)
- Nápoly aranya (1954)
- A rövidnadrágos ember (1958)
- Vad szél a paradicsomban (Raw Wind in Eden) (1958)
- I. Ferdinánd, Nápoly királya (1959)
- Mindenki haza! (1960)
- Róma szellemei (Fantasmi a Roma) (1961)
- A szív (1984)

## Magyarul megjelent művei
- A cilinder; in: Szerelem, óh! Három olasz egyfelvonásos; szerk. Hunyadi András, rend. tanácsok Hunyady András, Gergely Géza; Népi Alkotások Háza, Marosvásárhely, 1970